# Dirce Funari
Dirce Funari (eigentlich Patricia Funari; * 24. Juli 1957) ist eine italienische Schauspielerin. 
Ihre erste Filmrolle war in der Komödie Mit der Pille umso toller im Jahr 1977. Regisseur der Komödie war Joe D’Amato. Danach wirkte sie in zahlreichen Filmen mit, u. a. Filmrichtungen wie Erotik und Komödie. Sie war auch in Pornofilmen als Hauptdarstellerin tätig. Ihre letzte Filmproduktion stammt aus dem Jahr 1983.

## Filmografie (Auswahl)
- 1977: Nackt unter Kannibalen (Emanuelle e gli ultimi cannibali)
- 1977: Die Nonne und das Biest (Suor Emanuelle)
- 1978: Star Crash – Sterne im Duell (Scontri stellari oltre la terza dimensione)
- 1980: In der Gewalt der Zombies (Le Notti erotiche dei morti viventi)
- 1981: Insel der Zombies (Porno Holocaust)